# (34344) 2000 QP229
2000 QP229 (asteroide 34344) é um asteroide da cintura principal. Possui uma excentricidade de 0.22942650 e uma inclinação de 13.31068º.
Este asteroide foi descoberto no dia 31 de agosto de 2000 por LINEAR em Socorro.